# Baby Marie's Round-Up
Baby Marie's Round-Up è un cortometraggio muto del 1919 diretto da William Bertram.

## Produzione
Il film fu prodotto dalla Diando Film Corporation.

## Distribuzione
Distribuito dalla Pathé Exchange, il film - un cortometraggio in due bobine - uscì nelle sale cinematografiche USA il 7 settembre 1919. In Francia, la Pathé Frères lo distribuì il 20 agosto 1920 con il titolo Au pays de l'aventure.